# Barnaba Oriani
Barnaba Oriani, född 17 juli 1752 i Milano, Italien, död den 12 november 1832 i Milano, var en italiensk greve, präst, geodetiker och astronom. Han var från 1786 föreståndare för astronomiska observatoriet i Milano. Bland hans skrifter märks Elementi di trigonometria sferoidica (1806-10).

## Biografi
Oriani var son till en murare. Efter att ha fått sin grundutbildning i Garegnano (en del av nuvarande Milano) fortsatte han att studera vid College of San Alessandro i Milano, under ledning av och med stöd av Barnabitsorden, som han senare gick med i. Efter att ha avslutat sina studier i humaniora, fysikaliska och matematiska vetenskaper, filosofi och teologi, vigdes han en präst 1775.
När Napoleon I etablerade Republiken Lombardiet vägrade Oriani att svära en ed till monarkin, och den nya republikanska regeringen ändrade trohetseden för hans räkning. Han behölls i sin position vid observatoriet och utsågs till ordförande för den kommission som tillsatts att reglera det nya systemet med vikter och mått.
När republiken blev ett Napoleonskt kungarike tilldelades Oriani Järnkronan och Hederslegionen, blev greve och senator, och utsågs till att mäta meridianbågen mellan zenit i Rimini och Rom. Oriani var god vän med den teatinska munken Giuseppe Piazzi, upptäckaren av Ceres. De båda arbetade tillsammans i trettiosju år och samarbetade kring många astronomiska observationer.

## Vetenskapligt arbete
Utifrån hans starka intresse för astronomi blev Oriani invald i staben vid observatoriet i Brera i Milano 1776 och blev biträdande astronom 1778 och chef 1802. År 1778 började han publicera olika djupgående avhandlingar om astronomiska objekt, Effemeridi di Milano.
Som är en mycket kapabel astronom, började hans arbete dra till sig stor uppmärksamhet. Hans forskning inom områdena astronomisk refraktion, den lutande ekliptikan, och omloppsteorin var av betydande intresse, men hans största bedrift var hans detaljerade forskning om planeten Uranus, som hade upptäckts av Sir William Herschel 1781. Oriani ägnade betydande tid åt observationer av Uranus och beräknade dess omloppsdata som han publicerade som en rapport med tabeller 1793.
Efter att andra hade visat att Uranus inte rörde sig i en parabolisk bana utan snarare i en ungefär cirkulär bana, beräknade han omloppsbanan 1783. År 1789 förbättrade han sina beräkningar genom att redovisa gravitationseffekterna av Jupiter och Saturnus.
Förutom sina kontinuerliga bidrag till Effemeridi publicerade han en serie rapporter om sfärisk trigonometri: Memorie dell' Istituto Italiano, 1806-10, och Istruzione suelle misure e sui pesi, 1831.

### Orianis sats
I De refractionibus astronomicis, visade Oriani att astronomisk refraktion kunde utvidgas som en serie udda termer av (tan Z), där Z är det observerade avståndet till zenit. En sådan serie hade tidigare härletts av J. H. Lambert, som slopade alla utom den första perioden. Oriani undersökte emellertid de högre termerna, och han fann att ingen av de två första termerna var beroende av atmosfärens struktur.
Serieexpansionen han fick var effektiv vid upp till 85 grader från zenit. Till skillnad från tidigare approximationer var Orianis tvåtermsuttryck dock inte beroende av en hypotes om atmosfärisk temperatur eller lufttäthet i förhållande till höjd. Således är effekterna av atmosfärisk krökning endast beroende av temperaturen och lufttrycket på observatörens plats.
Orianis sats förklarar varför Cassinis enhetliga densitetsmodell fungerar bra förutom nära horisonten - den atmosfäriska refraktionen från zenit till ett zenitavstånd på 70° är inte beroende av detaljerna i gasfördelningen.

### Namngivning
Asteroiden 4540 Oriani är uppkallad efter honom. Asteroiden upptäcktes på Osservatorio San Vittore i Bologna den 6 november 1988.